# HMS Mersey (1885)
HMS Mersey (Корабль Её Величества «Мерси») — британский бронепалубный крейсер 2 класса типа «Ривер». Корабли этого типа стали первыми крейсерами Королевского флота без парусного вооружения и с броневой палубой, продлённой на всю длину корабля.
Mersey заложен 9 июля 1883 года на Королевской верфи в Чатеме. Спущен на воду 31 марта 1885 года. Продан на слом 4 апреля 1905 года.